# 西福寺 (京都市左京区)
西福寺（さいふくじ）は、京都府京都市左京区にある浄土宗西山禅林寺派の寺院。山号は源智山(げんちさん)。本尊は阿弥陀如来。南禅寺の東方に位置する。鎌倉時代の前期に、法然の弟子の源智によって創建された。江戸時代の一時期、南禅寺に属していた。
上田秋成の墓がある。

## 本尊
- 阿弥陀如来

高さ約95cm寄木造、玉眼入りの仏像である。開山の源智が、法然から譲り受けたとされる。恵心僧都源信 (僧侶)の作とも言われている。この像の袖裏の銘文に、「建保3年(1215年)秋に「当寺」に住し、翌年「当院」において別時念仏をした」と記載されているが、これが現在の西福寺を指すかは不明である。

## 行事

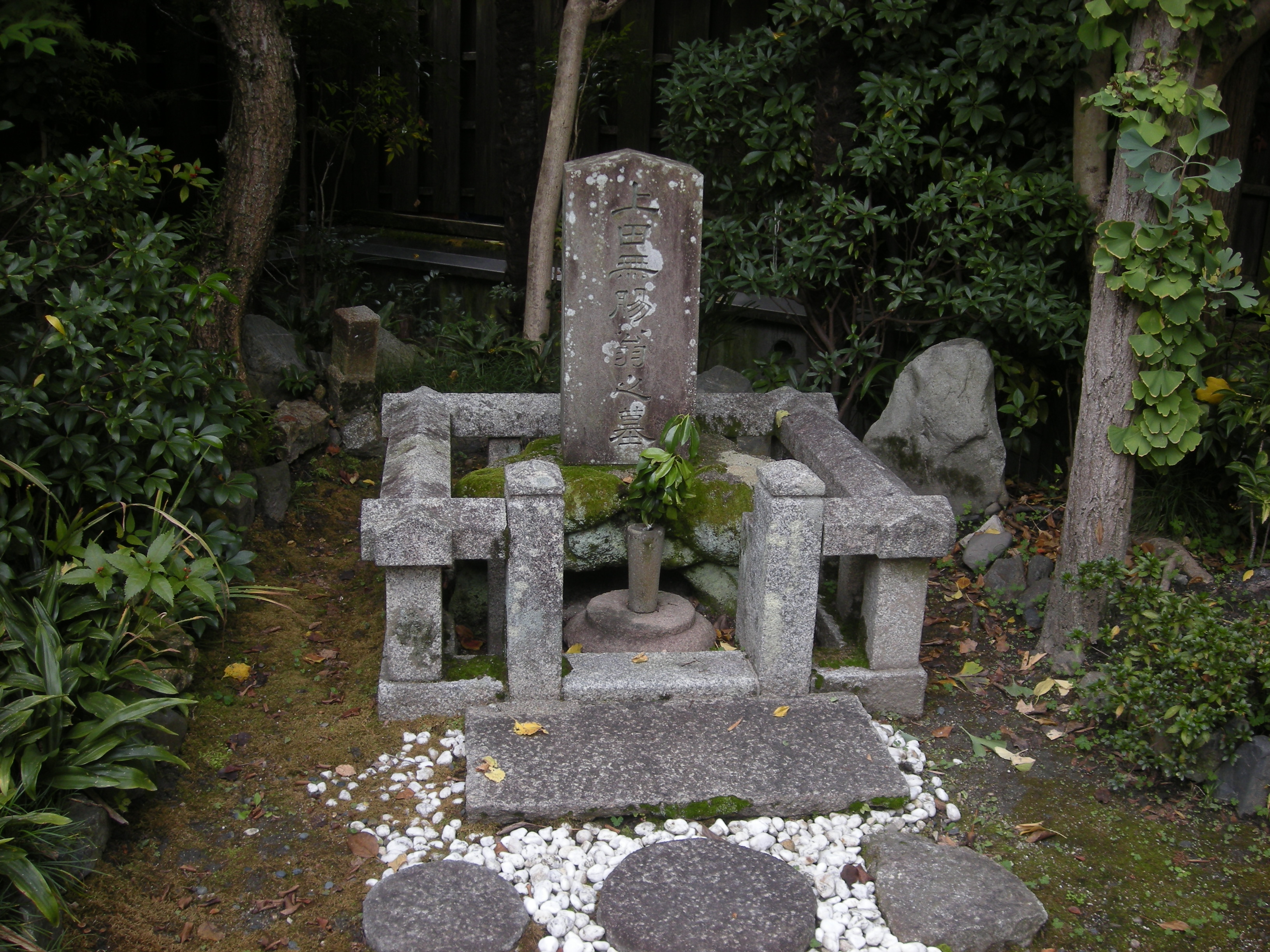
上田秋成の墓

- 秋成忌 - 10月10日

## 所在地
京都府京都市左京区南禅寺草川町82番地1

### 参照
1. ↑  『花洛名所図会』（1864年）「南禅寺」の項内「西福寺」
2. ↑  「円光大師行状画図翼賛」『浄土宗全書』16巻635頁
3. ↑  梶村昇『勢観房源智－念仏に生きた人』(東方出版、1993年)163頁